# Biserica „Sfinții Împărați Constantin și Elena” din Filipeni
Biserica „Sf. Împărați Constantin și Elena” este o biserică amplasată în Filipeni, raionul Leova, Republica Moldova. Este un monument arhitectural de importanță națională inclus în Registrul monumentelor Republicii Moldova ocrotite de stat cu nr. 264 (raionul Leova). Datează din 1907.